# Büşra Katipoğlu
Büşra Katipoğlu (ur. 17 stycznia 1992) – turecka judoczka. Olimpijka z Rio de Janeiro 2016, gdzie zajęła dziewiąte miejsce w wadze półśredniej.
Uczestniczka mistrzostw świata w 2011, 2015 i 2018. Startowała w Pucharze Świata w latach 2011-2013 i 2015. Brązowa medalistka igrzysk śródziemnomorskich w 2018. Triumfatorka igrzysk solidarności islamskiej w 2017 roku.

## Letnie Igrzyska Olimpijskie 2016
| Konkurencja | Eliminacje                 | Eliminacje                  | Klas. końcowa |
| Konkurencja | Przeciwnik I               | Przeciwnik II               | Miejsce       |
| ----------- | -------------------------- | --------------------------- | ------------- |
| -63 kg      | Katerina Nikoloska (MKD) Z | Clarisse Agbegnenou (FRA) P | 9.            |